# هواپیمای باریک‌پیکر

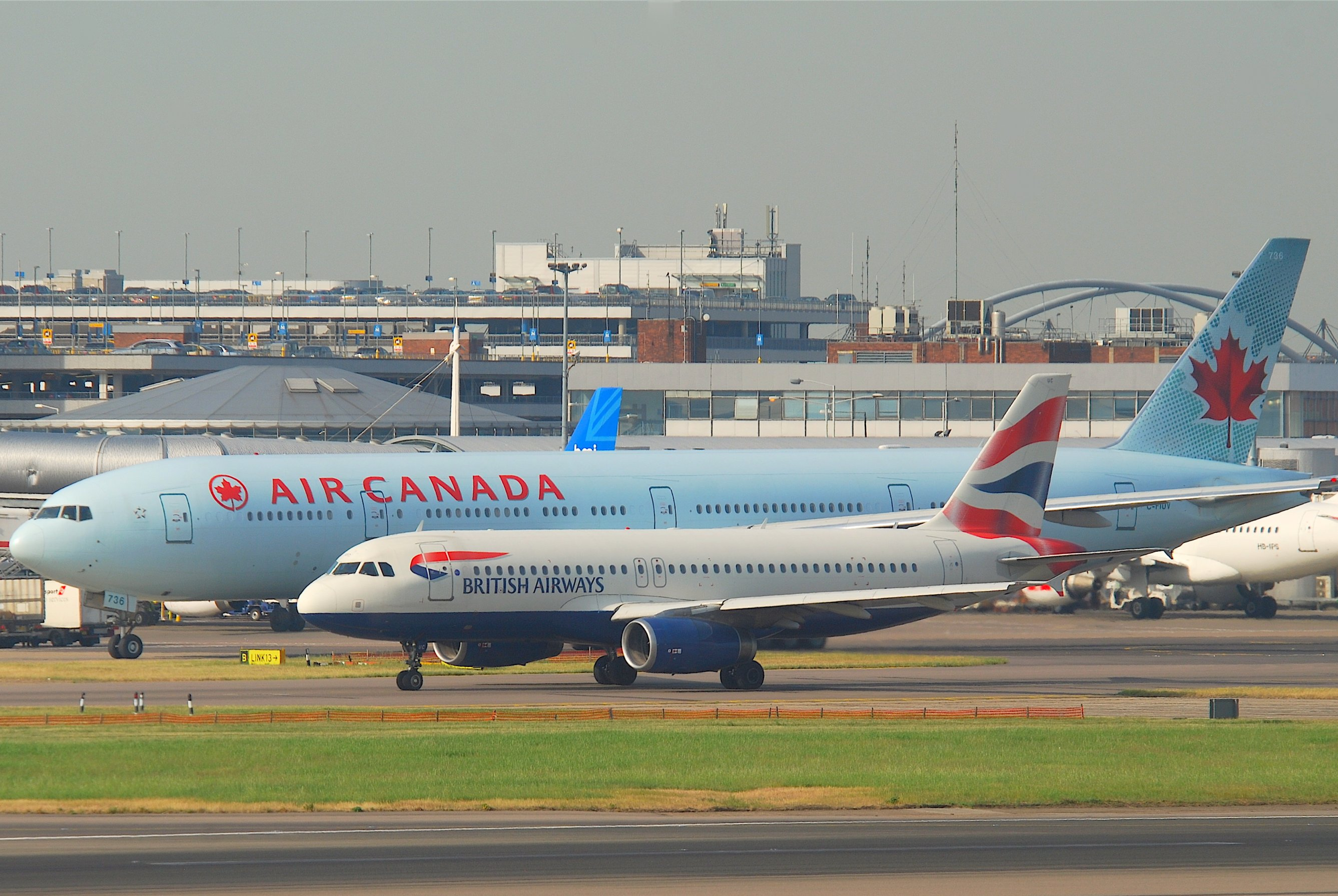
مقایسه اندازه بین ایرباس ای ۳۲۰ (باریک پیکر) و بوئینگ ۷۷۷-۳۰۰ ایی آر (هواپیمای پهن پیکر).

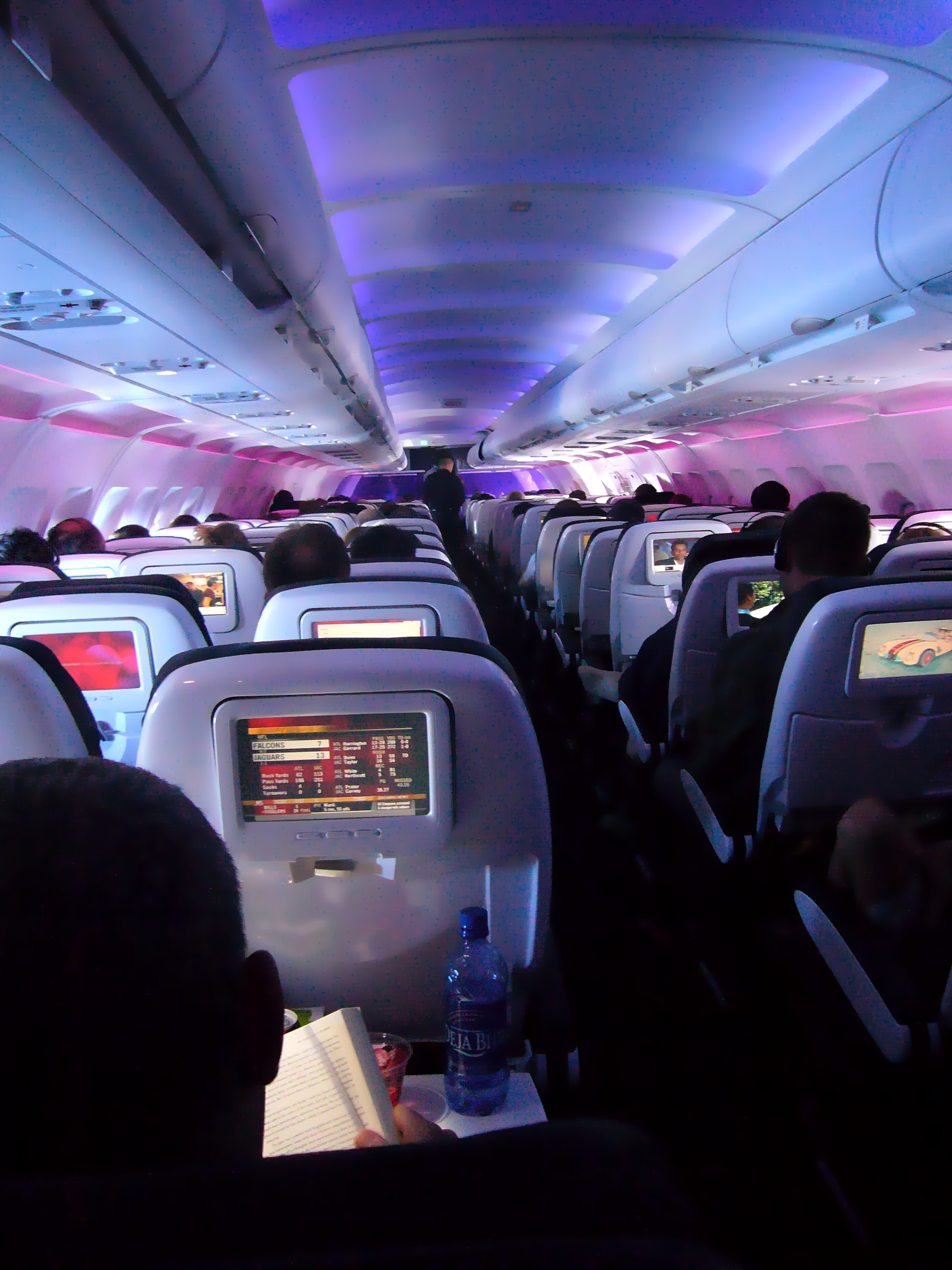
کابین هواپیمای ایرباس ای‌۳۲۰ متعلق به خطوط هوایی ویرجین امریکا.

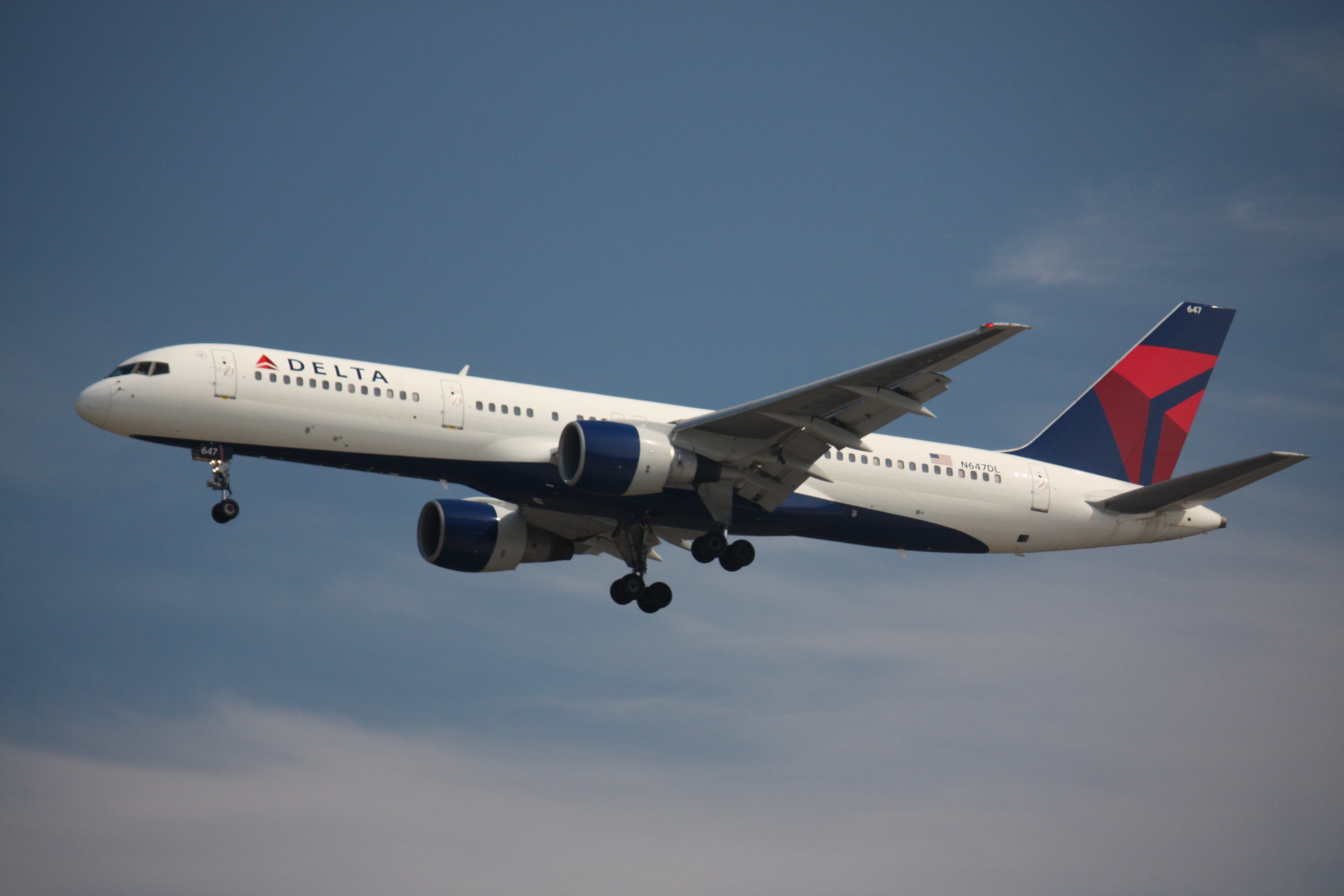
هواپیمای بوئینگ ۷۵۷ (متعلق به خطوط هوایی دلتا) از مشهورترین هواپیماهای باریک پیکر.

هواپیمای باریک پیکر (که با نام‌های هواپیمای تک راهرو و هواپیمای لاغر پیکر نیز شناخته می‌شود) نوعی هواپیمای مسافربری با عرض کابین بدنه هواپیما سه تا چهار متری است. ردیف صندلی‌های دو تا شش تایی به همراه ردیف تک صندلی می‌باشد. هواپیمای  باریک پیکر برد پروازی کوتاهی دارد بطوری‌که برد کافی برای عبور از اقیانوس اطلس را ندارد.
نقطه مقابل این هواپیماها هواپیمای پهن پیکر است که هواپیمایی بزرگتری که معمولاً از چندین کلاس مسافری تشکیل یافته‌است. قطر بدنه هواپیما‌های پهن پیکر بین ۵ تا ۷ متر است و راهرویی دوقلو دارد. یک هواپیمای پهن پیکر معمولی ممکن است دارای ظرفیت حمل مسافر از ۲۰۰ تا ۶۰۰ مسافر را دارا باشد. در مقابل بالاترین ظرفیت حمل مسافر هواپیماهای باریک پیکر متعلق به بوئینگ ۷۵۷-۳۰۰ است که محدود به ۲۸۹ نفر می‌باشد.